# كلام أنتي فيرس
كلام أنتي فيرس (بالإنجليزية: ClamAV أو Clam AntiVirus)‏ هو معالج فيروسات مجاني مفتوح المصدر يقدم تحت الترخيص رخصة جنو العمومية يقوم بالكشف عن فيروسات الكمبيوتر في أنظمة التشغيل لينكس ويونكس وشبيهاتها (شبيه يونكس) ويتوفر منه نسخة لنظام التشغيل ويندوز.